# Urugwaj na Letnich Igrzyskach Olimpijskich 1952
Urugwaj na Letnich Igrzyskach Olimpijskich w 1952 roku reprezentowało 32 zawodników (31 mężczyzn i 1 kobieta) w 9 dyscyplinach. Zdobyli łącznie 2 brązowe medale, plasując kraj na 37. miejscu w klasyfikacji medalowej igrzysk.
Był to szósty występ Urugwaju na letnich igrzyskach olimpijskich.

## Medaliści
| Medal | Zawodnik                                            | Dyscyplina  | Konkurencja              | Data       |
| ----- | --------------------------------------------------- | ----------- | ------------------------ | ---------- |
|       | Juan Rodríguez Iglesias Miguel Seijas Cuestas       | Wioślarstwo | Dwójka podwójna mężczyzn | 23 lipca   |
|       | Reprezentacja w koszykówce mężczyzn (kadra poniżej) | Koszykówka  | Turniej mężczyzn         | 2 sierpnia |

## Wyniki zawodników

### Boks
| Zawodnik          | Konkurencja        | 1/16 finału                                   | 1/8 finału       | Ćwierćfinały     | Półfinały        | Finał            | Pozycja | Źródło |
| Zawodnik          | Konkurencja        | Przeciwnik Wynik                              | Przeciwnik Wynik | Przeciwnik Wynik | Przeciwnik Wynik | Przeciwnik Wynik | Pozycja | Źródło |
| ----------------- | ------------------ | --------------------------------------------- | ---------------- | ---------------- | ---------------- | ---------------- | ------- | ------ |
| Luis Albino Acuña | Waga lekka (60 kg) | István Juhász Porażka - decyzja sędziów (0-3) | NQ               | NQ               | NQ               | NQ               | 17-27.  | [ 1 ]  |

### Kolarstwo

#### Kolarstwo szosowe
| Zawodnik                                                                                            | Konkurencja                             | Czas       | Pozycja | Źródło |
| --------------------------------------------------------------------------------------------------- | --------------------------------------- | ---------- | ------- | ------ |
| Virgilio Pereyra Ferrer                                                                             | Wyścig indywidualny ze startu wspólnego | 5:22:33.4  | 33.     | [ 2 ]  |
| Luis Ángel de los Santos Grossi                                                                     | Wyścig indywidualny ze startu wspólnego | 5:22:34.3  | 38.     | [ 2 ]  |
| Hugo Machado Cabral                                                                                 | Wyścig indywidualny ze startu wspólnego | 5:23:33.7  | 39.     | [ 2 ]  |
| Julio Sobrera Fernández                                                                             | Wyścig indywidualny ze startu wspólnego | DNF        | DNF     | [ 2 ]  |
| Virgilio Pereyra Ferrer Luis Ángel de los Santos Grossi Hugo Machado Cabral Julio Sobrera Fernández | Wyścig drużynowy ze startu wspólnego    | 16:08:41.4 | 13.     | [ 3 ]  |

#### Kolarstwo torowe
| Zawodnik                        | Konkurencja  | Czas   | Pozycja | Źródło |
| ------------------------------- | ------------ | ------ | ------- | ------ |
| Luis Ángel de los Santos Grossi | 1 km na czas | 1:17.0 | 19.     | [ 4 ]  |

| Zawodnik                                                                               | Konkurencja                     | Eliminacje | Eliminacje | Ćwierćfinały     | Półfinały        | Finał            | Pozycja | Źródło |
| Zawodnik                                                                               | Konkurencja                     | Czas       | Pozycja    | Przeciwnik Wynik | Przeciwnik Wynik | Przeciwnik Wynik | Pozycja | Źródło |
| -------------------------------------------------------------------------------------- | ------------------------------- | ---------- | ---------- | ---------------- | ---------------- | ---------------- | ------- | ------ |
| Luis Ángel de los Santos Grossi Luis Serra Deluchi Atilio François Baldi Juan de Armas | Wyścig drużynowy na dochodzenie | 4:58.9     | 12.        | NQ               | NQ               | NQ               | 12.     | [ 5 ]  |

### Koszykówka
| Zawodnicy        | Faza kwalifikacyjna | Faza grupowa           | Faza grupowa     | Faza grupowa              | Faza grupowa                   | Faza grupowa     | Druga faza grupowa | Druga faza grupowa | Druga faza grupowa | Druga faza grupowa             | Druga faza grupowa | Półfinały        | O brąz            | Finał            | Pozycja | Źródło |
| Zawodnicy        | Faza kwalifikacyjna | Przeciwnik Wynik       | Przeciwnik Wynik | Przeciwnik Wynik          | Punkty Bilans meczów i punktów | Pozycja w grupie | Przeciwnik Wynik   | Przeciwnik Wynik   | Przeciwnik Wynik   | Punkty Bilans meczów i punktów | Pozycja w grupie   | Przeciwnik Wynik | Przeciwnik Wynik  | Przeciwnik Wynik | Pozycja | Źródło |
| ---------------- | ------------------- | ---------------------- | ---------------- | ------------------------- | ------------------------------ | ---------------- | ------------------ | ------------------ | ------------------ | ------------------------------ | ------------------ | ---------------- | ----------------- | ---------------- | ------- | ------ |
| drużyna mężczyzn | BYE                 | Czechosłowacja W 53-51 | Węgry W 70-56    | Stany Zjednoczone P 44-57 | 4 pkt 2-0-1 167-164            | 2. (Q)           | Francja P 66-68    | Bułgaria W 62-54   | Argentyna W 66-65  | 4 pkt 2-0-1 194-187            | 1. (Q)             | ZSRR P 57-61     | Argentyna W 66-65 | NQ               | brąz    | [ 6 ]  |

#### Kadra
- Martín Acosta y Lara Díaz
- Enrique Baliño Pavón
- Victorio Cieslinskas Zinevicaite
- Héctor Costa Massironi
- Nelson Demarco Riccardi
- Héctor Garcia Otero
- Roberto Lovera Vidal
- Adesio Lombardo Rossi
- Tabaré Borges Gallarreta
- Sergio Matto Suárez
- Wilfredo Pelaez Esmite
- Carlos Roselló Betbeze

### Lekkoatletyka

#### Konkurencje techniczne

##### Mężczyźni
| Zawodnik        | Konkurencja | Eliminacje | Eliminacje | Finał | Finał   | Źródło |
| Zawodnik        | Konkurencja | Wynik      | Pozycja    | Wynik | Pozycja | Źródło |
| --------------- | ----------- | ---------- | ---------- | ----- | ------- | ------ |
| Hércules Azcune | Skok wzwyż  | 1,80 m     | 32.        | NQ    | NQ      | [ 7 ]  |

##### Kobiety
| Zawodnik               | Konkurencja    | Eliminacje | Eliminacje | Finał   | Finał   | Źródło |
| Zawodnik               | Konkurencja    | Wynik      | Pozycja    | Wynik   | Pozycja | Źródło |
| ---------------------- | -------------- | ---------- | ---------- | ------- | ------- | ------ |
| Estrella Puente Buceta | Rzut oszczepem | 40,10 m    | 11. (Q)    | 41,44 m | 10.     | [ 8 ]  |

### Pięciobój nowoczesny
| Zawodnik                                                             | Konkurencja   | Jeździectwo | Jeździectwo | Jeździectwo   | Szermierka       | Szermierka    | Strzelectwo | Strzelectwo | Strzelectwo  | Pływanie | Pływanie      | Bieg    | Bieg         | Suma punktów | Pozycja | Źródło |
| Zawodnik                                                             | Konkurencja   | Punkty      | Czas        | Pozycja       | Wygrane (Remisy) | Pozycja       | Trafienia   | Punkty      | Pozycja      | Czas     | Pozycja       | Czas    | Pozycja      | Suma punktów | Pozycja | Źródło |
| -------------------------------------------------------------------- | ------------- | ----------- | ----------- | ------------- | ---------------- | ------------- | ----------- | ----------- | ------------ | -------- | ------------- | ------- | ------------ | ------------ | ------- | ------ |
| Alberto Ortíz Alvárez                                                | Indywidualnie | 96 pkt      | 10:32.6     | 22.           | 16 (8)           | 44.           | 20          | 190 pkt     | 2.           | 5:51.4   | 43.           | 15:35.8 | 15.          | 126 pkt      | 26.     | [ 9 ]  |
| Lem Martínez Punschke                                                | Indywidualnie | 53 pkt      | 11:49.7     | 39.           | 22 (3)           | 25.           | 18          | 136 pkt     | 47.          | 5:18.8   | 35.           | 17:10.8 | 41.          | 187 pkt      | 43.     | [ 9 ]  |
| Américo González Batista                                             | Indywidualnie | 43 pkt      | 12:10.1     | 43.           | 9 (7)            | 51.           | 19          | 164 pkt     | 41.          | 6:04.7   | 45.           | 16:20.8 | 32.          | 212 pkt      | 49.     | [ 9 ]  |
| Alberto Ortíz Alvárez Lem Martínez Punschke Américo González Batista | Drużynowo     | Wyżej       | Wyżej       | 14. (101 pkt) | Wyżej            | 14. (114 pkt) | Wyżej       | Wyżej       | 12. (84 pkt) | Wyżej    | 14. (113 pkt) | Wyżej   | 12. (83 pkt) | 495 pkt      | 13.     | [ 10 ] |

### Pływanie
| Zawodnik                | Konkurencja            | Eliminacje | Eliminacje | Półfinały | Półfinały | Finał | Finał   | Źródło |
| Zawodnik                | Konkurencja            | Czas       | Pozycja    | Czas      | Pozycja   | Czas  | Pozycja | Źródło |
| ----------------------- | ---------------------- | ---------- | ---------- | --------- | --------- | ----- | ------- | ------ |
| Eduardo Priggione Presa | 400 m stylem dowolnym  | 5:12.1     | 4.         | NQ        | NQ        | NQ    | NQ      | [ 11 ] |
| Eduardo Priggione Presa | 1500 m stylem dowolnym | 21:11.9    | 7.         | —         | —         | NQ    | NQ      | [ 11 ] |

### Szermierka
| Zawodnik               | Konkurencja          | Grupa eliminacyjna | Grupa eliminacyjna | Grupa eliminacyjna | Grupa ćwierćfinałowa | Grupa ćwierćfinałowa | Grupa ćwierćfinałowa | Grupa półfinałowa | Grupa półfinałowa | Grupa półfinałowa | Grupa finałowa | Grupa finałowa | Grupa finałowa | Źródło |
| Zawodnik               | Konkurencja          | Bilans             | Dotknięcia         | Pozycja            | Bilans               | Dotknięcia           | Pozycja              | Bilans            | Dotknięcia        | Pozycja           | Bilans         | Dotknięcia     | Pozycja        | Źródło |
| ---------------------- | -------------------- | ------------------ | ------------------ | ------------------ | -------------------- | -------------------- | -------------------- | ----------------- | ----------------- | ----------------- | -------------- | -------------- | -------------- | ------ |
| Sergio Iesi Tedesco    | Szpada indywidualnie | 2-3                | 17                 | 4. (Q)             | 1-5                  | 25                   | 1. (Q)               | NQ                | NQ                | NQ                | NQ             | NQ             | NQ             | [ 12 ] |
| Ricardo Rimini di Cave | Szpada indywidualnie | 0-4                | 20                 | 6.                 | NQ                   | NQ                   | NQ                   | NQ                | NQ                | NQ                | NQ             | NQ             | NQ             | [ 12 ] |

### Wioślarstwo
| Zawodnik                                      | Konkurencja     | Eliminacje | Eliminacje | Baraże o półfinał | Baraże o półfinał | Półfinały | Półfinały | Baraże o finał | Baraże o finał | Finał  | Finał   | Źródło |
| Zawodnik                                      | Konkurencja     | Czas       | Pozycja    | Czas              | Pozycja           | Czas      | Pozycja   | Czas           | Pozycja        | Czas   | Pozycja | Źródło |
| --------------------------------------------- | --------------- | ---------- | ---------- | ----------------- | ----------------- | --------- | --------- | -------------- | -------------- | ------ | ------- | ------ |
| Eduardo Risso Salaverría                      | Jedynki         | 7:52.0     | 2. (Q)     | BYE               | BYE               | 8:05.9    | 3.        | 7:50.5         | 3.             | NQ     | NQ      | [ 13 ] |
| Miguel Seijas Cuestas Juan Rodríguez Iglesias | Dwójki podwójne | 7:06.9     | 2. (q)     | BYE               | BYE               | 8:04.0    | 4.        | 7:01.7         | 1. (Q)         | 7:43.7 | brąz    | [ 14 ] |

### Żeglarstwo
| Zawodnik              | Konkurencja  |         | Wyścig  | Wyścig  | Wyścig  | Wyścig  | Wyścig  | Wyścig  | Wyścig  | Wynik końcowy | Źródło |
| Zawodnik              | Konkurencja  | 1       | 2       | 3       | 4       | 5       | 6       | 7       |         | Wynik końcowy | Źródło |
| --------------------- | ------------ | ------- | ------- | ------- | ------- | ------- | ------- | ------- | ------- | ------------- | ------ |
| Eugenio Lauz Santurio | Klasa Dragon | Pozycja | 10.     | 17.     | 12.     | 25.     | 14.     | 13.     | 21.     | 20.           | [ 15 ] |
| Eugenio Lauz Santurio | Klasa Dragon | Punkty  | 548 pkt | 318 pkt | 469 pkt | 150 pkt | 402 pkt | 434 pkt | 226 pkt | 2397 pkt      | [ 15 ] |